# Oliver Onions
George Oliver Onions (13 de noviembre de 1873 – 9 de abril de 1961) fue un novelista y cuentista de nacionalidad británica. Se casó con la novelista Berta Ruck.

## Biografía

### Vida personal
George Oliver Onions nació el 13 de noviembre de 1873 en Bradford, Yorkshire, Reino Unido, era de familia humilde. Estudió arte durante tres años en Londres, en las National Arts Training Schools (ahora el Royal College of Art). En el libro Twentieth Century Authors, Onions detalló su afición primera por el automovilismo y la ciencia; también fue boxeador aficionado en su juventud.
En 1909, se casó con la escritora Berta Ruck (1878-1978) y tuvieron dos hijos, Arthur (1912) y William (1913). En 1918, cambió legalmente su nombre por el de George Oliver, pero siguió publicando bajo el nombre de Oliver Onions.
Murió el 9 de abril de 1961, en Aberystwyth, Gales.

### Carrera literaria
Originalmente se formó como artista comercial, trabajando como diseñador de carteles y libros, y como ilustrador de revistas durante la Guerra de los Bóeres. Alentado por el escritor estadounidense Gelett Burgess, Onions comenzó a escribir ficción. Las primeras ediciones de sus novelas fueron publicadas con sobrecubiertas que llevaban ilustraciones a todo color del propio autor.
Poor Man's Tapestry (1946) y su precuela, Arras of Youth (1949), narran las aventuras de un malabarista, Robert Gandelyn, en el siglo XIV. Onions escribió posteriormente dos novelas de detectives: A Case in Camera e In Accordance with the Evidence. También escribió novelas de ciencia ficción: New Moon (1918), sobre una Gran Bretaña utópica, y The Tower of Oblivion (1921), protagonizada por un hombre de mediana edad que regresa a su juventud. A Certain Man (1931), sobre un traje mágico, y A Shilling to Spend (1965), acerca de una moneda que se autoperpetúa, son novelas de fantasía.
Onions escribió asimismo varias colecciones de historias de fantasmas, de las cuales la más conocida es Widdershins (1911). Incluye la novela corta The Beckoning Fair One, ampliamente considerada como obra de envergadura en el género de la ficción de terror, concretamente del terror psicológico. Se trata de una historia de casa embrujada convencional: un escritor sin inspiración se traslada a vivir a las habitaciones de una casa vacía, con la esperanza de que el aislamiento fomentará a su creatividad. Su sensibilidad e imaginación se ven reforzadas por su aislamiento, pero tanto su arte como su único amigo, y finalmente su cordura, acaban sucumbiendo en el proceso. La historia se puede leer como la narración del adueñamiento gradual del protagonista por un espíritu femenino misterioso y posesivo, o como una descripción realista de un brote psicótico que culmina en la catatonia y asesinato, contada desde el punto de vista del sujeto psicótico. La descripción precisa de la lenta desintegración de la mente del protagonista es aterradora de cualquier modo. El tema de la conexión entre la creatividad y la locura aparece en otras obras de Onions, quien viene a sugerir que el artista corre ciertos peligros al retirarse del mundo y perderse a sí mismo en su creación. Otra historia notable de Widdershins es "Rooum", acerca de un ingeniero perseguido por una entidad misteriosa. "Phantas", "The Rosewood Door" y "The Rope in the Rafters" cuentan viajes en el tiempo.
La novela corta que da título a The Painted Face (1929) trata de una chica griega que es la reencarnación de un antiguo espíritu; Mike Ashley lo describe como «una de las mejores obras de su género». Este libro también contiene el relato "The Master of the House", una historia que trata de un hombre lobo y de magia negra.
The Hand of Kornelius Voyt es una novela sobrenatural larga sobre un niño aislado que cae bajo la influencia psíquica de otro niño.
Onions fue galardonado con el James Tait Black Memorial Prize por su novela Poor Man's Tapestry, de 1946.

### Valoración crítica e influencia
Las obras de este autor han sido en general bien recibidas por la crítica. Gahan Wilson lo calificó de «uno de los mejores, si no el mejor, de los escritores de cuentos de fantasmas que trabajan en lengua inglesa», añadiendo que «el Sr. Onions hizo más que nadie por trasladar los fantasmas y otros seres de sus oscuras guaridas y mazmorras góticas a la misma habitación en la que se sienta uno en la actualidad». Escribiendo sobre historias de fantasmas, Algernon Blackwood juzga The Beckoning Fair One «la más horrible y hermosa obra jamás escrita de su género». J. B. Priestley describió Widdershins como un «libro de excelentes historias espeluznantes». Robert Aickman describió The Beckoning Fair One como «posiblemente una de las seis grandes obras maestras en este campo». E. F. Bleiler elogió Widdershins como «libro de referencia en la historia de la ficción sobrenatural». Clemence Dane declaró sobre Onions: «Sus libros tienen un atractivo duradero para ese lector que disfruta usando su cerebro y su imaginación». Una reseña del Irish Times sobre Arras of Youth sostuvo: «El señor Onions escribe en una limpia y a menudo bellísima prosa». Martin Seymour-Smith describió la trilogía Whom God Hath Sundered como un clásico olvidado: «In Accordance with the Evidence es la obra maestra de la trilogía, pero las otras dos obras de ninguna manera la deshonran». Neil Wilson ha afirmado que las obras sobrenaturales de Onions «son notables por la hondura de su penetración psicológica, por su elegante escritura y por sus sofisticadas tramas». Wilson señala que «The Beckoning Fair One (1911) es considerado por muchos como uno de los grandes relatos de lo sobrenatural en inglés, pero ha eclipsado otros trabajos de Onions en el género que algunos consideran de igual, si no superior, importancia. De hecho, la mayoría de la ficción sobrenatural de este autor cumple estándares muy altos y se destaca por su originalidad, sutileza y por sus afinadas caracterizaciones que la elevan muy por encima de la media».
La evaluación de H. P. Lovecraft, sin embargo, no fue positiva; en una carta de 1936 a J. Vernon Shea, Lovecraft declaró: «Tengo el Ghosts in Daylight de Onions... Y la verdad, ninguno de los relatos me ha enganchado».
El cuento de Karl Edward Wagner titulado "In the Pines" (1973) es un homenaje a The Beckoning Fair One de Onions. Russell Hoban alude igualmente a las obras de Onions en sus libros Her Name Was Lola y Amaryllis Night and Day.